# Dead by April
Dead by April je švédská metalová hudební skupina z Göteborgu. Od počátků skupina prošla mnoha změnami. V současnosti jsou členy skupiny Jimmie Strimell, Marcus Wesslen, Marcus Rosella a Pontus Hjelma. V roce 2009 vydali jejich debutové album, které mělo stejnojmenný název jako kapela. V roce 2010 skupinu opustili kytaristé Pontus Hjelm, Johan Olsson. Pontus ve skupině sice zůstal, ale psal jen texty. Později se však zase vrátil na pozici kytaristy, kde působil do roku 2014, roku 2014 se stal opět hlavní zpěvákem. Druhý ze zakládajících členů Jimmie Strimell opustil kapelu v roce 2013. Roku 2014 opustil kapelu zpěvák Zandro Santiago a hlavním zpěvákem byl Pontus Hjelma. Roku 2017 vydali album Worlds Collide, avšak během připravovaného turné oznámil screamer Christofer Anderson, že v kapele končí a na jeho místo se vrátil zakládající zpěvák a screamer Jimmie Strimell.

## Historie

### Počátky a debutové album
Kapela byla založena na počátku roku 2007, když se vedoucí zpěvák skupiny Nightrage, Jimmie Strimmell, rozhodl spolupracovat s tehdejším kytaristou a textařem skupiny Cipher System, Pontusem Hjelmem. V této době nevydali žádné album, jejich jediná tvorba byla na sociálních sítích (myspace) a jejich první písně jako „Lost“, „Stronger“ a „Trapped“ zaznamenaly velký nástup a oblibu. V roce 2010 si kapela zahrála na norském festivalu Rock mot Rus s mnoha známými norskými skupinami, jako Moddi, Cyneed, Jodski atd.

### Nová sestava a album
23. dubna 2010 opustil Pontus Hjelm skupinu s tím, že již nechce dále pokračovat jako člen kapely, ale chce se spíše zaměřit na tvorbu textů jako songwriter. Zatímco by nebyl oficiálním členem kapely, stále by pokračoval ve tvorbě písní pro svou skupinu, přičemž náhradou za Pontuse měl být právě Zandro Santiago, i když sám nehrál na kytaru, pouze zpíval vokály.
17. května skupina vypustila do světa jejich čtvrtý singl na debutovém albu (Love Like Blood/Promise Me). Písně byly unikátní tím, že byly prvními skladby, na kterých se již podílel Zandro. 22. října 2010 opustil skupinu kytarista Johan a dal se na oděvní průmysl. Byla tedy sháňka po kytaristovi, nakonec to dopadlo tak, že jako doprovodný kytarista v zástupu bude právě Pontus Hjelm. V srpnu 2010 byl vydán teaser na píseň s názvem „Within My Heart“, která byla na albu vydaném v roce 2011. Album bylo oproti původním debutovému albu a jejich demo songům naprosto jiné, více dynamické a ve Spojeném království a Švédsku bylo hráno na turné. 7. prosince bylo oznámeno nové album s názvem Stronger, které mělo být vydáno 25. ledna 2011. Obsahovalo demo verzi písně „More Than Yesterday“, tři tvrdší verze písní a tři, které již byly vydány předtím.

### Incomparable (2011–2012)
Kapela začala s prací na novém albu ve druhém čtvrtletí 2011. Předem bylo oznámeno, jaký název bude album mít a kdy je plánováno jeho vydání (21. září). Zandro album před vydáním okomentoval se slovy „Dead By April je spojením metalu, boybandu a popu. Metaloví faoušci to nemusí ocenit.“ Po vydání album bylo na druhé pozici v národní švédské příčce. Jediné album, které v prodejích překonalo Incomparable bylo album s názvem Innan jag kände dig od Melissy Horn.

### Odchod Jimmieho Strimmella
18. března 2013 bylo oficiálně potvrzeno, že jeden ze zakladatelů kapely Jimmie Strimell skupinu opouští a bude nahrazen Christofferem Anderssonem, tehdejším členem kapely What Tomorrow Brings. V listopadu poté bylo oznámeno, že je na cestě nové album, které bude vydáno v polovině února 2014 s názvem Let the World Know. Krátce po vydání alba dlouhodobý bubeník Alexander Svenningson opustil kapelu a byl rychle nahrazen tehdejším bubeníkem skupiny Ends with a Bullet, Marcusem Rosellem.

#### Odchod Zandra Santiaga
V listopadu 2014 Zandro opustil kapelu a vydal se na sólovou kariéru. Vokály po něm přebral původní zpěvák Pontus Hjelm, který v kapele poslední 2 roky působil jako kytarista.